# Hemmertjärnen
Hemmertjärnen är en sjö i Hagfors kommun i Värmland och ingår i Göta älvs huvudavrinningsområde. Sjön har en area på 0,0924 kvadratkilometer och ligger 284,3 meter över havet.

## Delavrinningsområde
Hemmertjärnen ingår i det delavrinningsområde (665600-137750) som SMHI kallar för Utloppet av Rådasjön. Medelhöjden är 178 meter över havet och ytan är 56,93 kvadratkilometer. Räknas de 128 avrinningsområdena uppströms in blir den ackumulerade arean 1 669,09 kvadratkilometer. Årosälven (Uvan) som avvattnar avrinningsområdet har biflödesordning 2, vilket innebär att vattnet flödar genom totalt 2 vattendrag innan det når havet efter 337 kilometer. Avrinningsområdet består mestadels av skog (56 procent). Avrinningsområdet har 10,98 kvadratkilometer vattenytor vilket ger det en sjöprocent på 19,3 procent. Bebyggelsen i området täcker en yta av 1,39 kvadratkilometer eller 2 procent av avrinningsområdet.